# 버런 국립공원

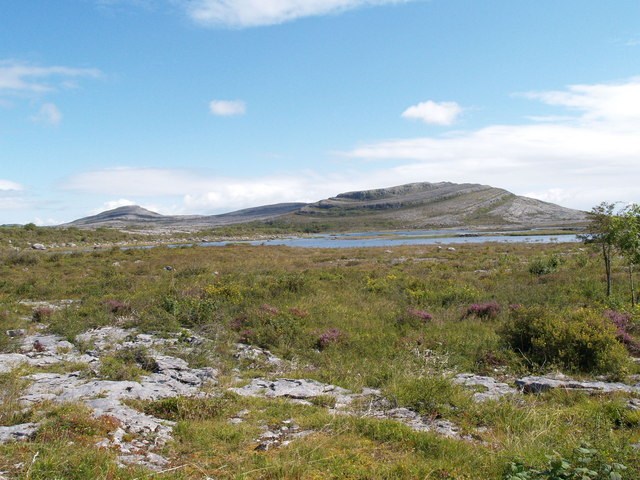

버런 국립공원(Burren National Park, 아일랜드어: Páirc Náisiúnta Bhoirne)은 "국립공원 및 야생동물 보호국"(National Parks and Wildlife Service)이 관리하는 아일랜드섬의 8개 국립공원 중 하나이다. 이는 서해안 클레어 카운티의 카르스트 지형인 버런(Burren)의 작은 부분을 덮고 있다.
버런 국립공원은 1991년에 설립되어 대중에게 공개되었다. 이곳에는 1,500헥타르에 달하는 산, 습지, 황야, 초원, 숲이 펼쳐져 있다. 이 공원은 아일랜드 국립공원 중 가장 작은 국립공원이다.